# Ủy ban Olympic Nga tại Thế vận hội Mùa hè 2020
Dựa theo quyết định vào năm 2019 của Cơ quan phòng chống doping thế giới (WADA), Nga dự kiến sẽ tranh tài tại Thế vận hội Mùa hè 2020 ở Tokyo, diễn ra từ ngày 23 tháng 7 đến ngày 8 tháng 8 năm 2021 vì đại dịch COVID-19. Đây sẽ là lần thứ bảy liên tiếp nước này tham dự Thế vận hội Mùa hè với tư cách là một quốc gia độc lập, nhưng các vận động viên của họ đã được tham gia và đại diện cho "Ủy ban Olympic Nga", sử dụng từ viết tắt "ROC" cho tên quốc gia.
Đây là kết quả từ quyết định của Cơ quan phòng chống doping thế giới (WADA) vào ngày 9 tháng 12 năm 2019 cấm Nga tham gia tất cả các sự kiện thể thao quốc tế trong 4 năm, sau khi họ phát hiện ra rằng dữ liệu do Cơ quan phòng chống doping Nga cung cấp đã bị chính phủ Nga thao túng với mục tiêu bảo vệ các vận động viên tham gia vào chương trình doping do nhà nước tài trợ. Như tại Thế vận hội Mùa đông 2018, WADA sẽ cho phép các vận động viên Nga được phép thi đấu trung lập dưới một tên hiệu được xác định sẵn (có thể không bao gồm từ "Nga", không giống như việc sử dụng cái tên "Vận động viên Olympic từ Nga").
Nga sau đó đã đệ đơn lên Tòa án Trọng tài Thể thao (CAS) chống lại quyết định của WADA. Tòa án Trọng tài Thể thao, sau khi xem xét kháng cáo của Nga đối với trường hợp của họ từ WADA, đã ra phán quyết vào ngày 17 tháng 12 năm 2020 để giảm hình phạt mà WADA đã đưa ra. Thay vì cấm Nga tham gia các sự kiện thể thao, phán quyết này cho phép họ tham gia Thế vận hội và các sự kiện thể thao quốc tế khác, nhưng trong thời hạn hai năm, họ không được sử dụng tên, quốc kỳ hoặc quốc ca của Nga và phải thể hiện mình là "Vận động viên trung lập" hoặc "Đội trung lập". Phán quyết cho phép đồng phục của đội hiển thị từ "Nga" trên đồng phục cũng như sử dụng màu cờ Nga trong thiết kế của đồng phục, mặc dù vậy tên phải có giá trị tương đương với tên gọi "Vận động viên/Đội trung lập". Nga có thể kháng cáo quyết định này.
Vào ngày 19 tháng 2 năm 2021, có thông báo rằng Nga sẽ thi đấu dưới tên viết tắt "ROC", theo tên của Ủy ban Olympic Nga. Sau đó, Ủy ban Olympic Quốc tế (IOC) thông báo rằng quốc kỳ Nga sẽ được thay thế bằng lá cờ của Ủy ban Olympic Nga. Các vận động viên cũng sẽ không được phép sử dụng đồng phục có dòng chữ "Ủy ban Olympic Nga", thay vào đó từ viết tắt "ROC" sẽ được thêm vào.
Vào ngày 15 tháng 4 năm 2021, đồng phục dành cho các vận động viên của Ủy ban Olympic Nga đã được công bố, có các màu sắc của quốc kỳ Nga. Vào ngày 22 tháng 4 năm 2021, việc thay thế bài quốc ca của Nga đã được IOC chấp thuận, sau khi một lựa chọn trước đó là bài hát ái quốc thời chiến "Katyusha" bị từ chối. Thay vào đó một đoạn của bản Concerto số 1 của Pyotr Tchaikovsky đã được sử dụng như một quốc thiều tạm thời.
Vào ngày 23 tháng 7 năm 2021, các vận động viên của Ủy ban Olympic Nga đã xuất hiện tại lễ khai mạc Thế vận hội Mùa hè 2020. Với việc sử dụng theo thứ tự các chữ cái trong hệ thống chữ viết truyền thống của Nhật Bản, gọi là Gojūon, từ "ROC" không được dịch sang tiếng Nhật mà được phát âm là "āru ō shī", vì vậy nó được xếp thứ 77 trong cuộc diễu hành của các nước tại lễ khai mạc, và không như dự kiến chỉ sau đội tuyển Olympic người tị nạn (ai ō shī) như đã được công bố. Cụm từ "ROC" đại diện cho đoàn Ủy ban Olympic Nga không có phiên âm tiếng Nhật ở mặt sau của bảng tên mà được mang lên phía trước. Kênh 1, đang phát sóng buổi lễ, cho rằng điều này là do ban tổ chức không thể hiển thị tên "ROC" bằng các ký tự tiếng Nhật.
Những người cầm cờ trong lễ khai mạc cho ROC là vận động viên điền kinh Sofya Velikaya và vận động viên bóng chuyền Maksim Mikhaylov. Trong khi đó đô vật Abdulrashid Sadulaev là người cầm cờ ở lễ bế mạc.

## Huy chương
| Huy chương | Họ tên | Môn thể thao    | Ngày       |
| ---------- | --- | --------------- | ---------- |
| Vàng       | Vitalina Batsarashkina | Bắn súng        | 25 tháng 7 |
| Vàng       | Sofia Pozdniakova | Đấu kiếm        | 26 tháng 7 |
| Vàng       | Denis Ablyazin David Belyavskiy Artur Dalaloyan Nikita Nagornyy | Thể dục dụng cụ | 26 tháng 7 |
| Vàng       | Maksim Khramtsov | Taekwondo       | 26 tháng 7 |
| Vàng       | Evgeny Rylov | Bơi lội         | 27 tháng 7 |
| Vàng       | Lilia Akhaimova Viktoria Listunova Angelina Melnikova Vladislava Urazova | Thể dục dụng cụ | 27 tháng 7 |
| Vàng       | Vladislav Larin | Taekwondo       | 27 tháng 7 |
| Vàng       | Inna Deriglazova Larisa Korobeynikova Marta Martyanova Adelina Zagidullina | Đấu kiếm        | 29 tháng 7 |
| Vàng       | Evgeny Rylov | Bơi lội         | 30 tháng 7 |
| Vàng       | Vitalina Batsarashkina | Bắn súng        | 30 tháng 7 |
| Vàng       | Olga Nikitina Sofia Pozdniakova Sofya Velikaya | Đấu kiếm        | 31 tháng 7 |
| Vàng       | Andrey Rublev Anastasia Pavlyuchenkova | Quần vợt        | 1 tháng 8  |
| Vàng       | Musa Evloev | Đấu vật         | 3 tháng 8  |
| Vàng       | Svetlana Kolesnichenko Svetlana Romashina | Bơi nghệ thuật  | 4 tháng 8  |
| Vàng       | Albert Batyrgaziev | Quyền Anh       | 5 tháng 8  |
| Vàng       | Zaur Uguev | Đấu vật         | 5 tháng 8  |
| Vàng       | Zaurbek Sidakov | Đấu vật         | 6 tháng 8  |
| Vàng       | Vlada Chigireva Marina Goliadkina Svetlana Kolesnichenko Polina Komar Alexandra Patskevich Svetlana Romashina Alla Shishkina Maria Shurochkina | Bơi nghệ thuật  | 7 tháng 8  |
| Vàng       | Abdulrashid Sadulaev | Đấu vật         | 7 tháng 8  |
| Vàng       | Mariya Lasitskene | Điền kinh       | 7 tháng 8  |
| Bạc        | Anastasiia Galashina | Bắn súng        | 24 tháng 7 |
| Bạc        | Svetlana Gomboeva Elena Osipova Ksenia Perova | Bắn cung        | 25 tháng 7 |
| Bạc        | Inna Deriglazova | Đấu kiếm        | 25 tháng 7 |
| Bạc        | Tatiana Minina | Taekwondo       | 25 tháng 7 |
| Bạc        | Sofya Velikaya | Đấu kiếm        | 26 tháng 7 |
| Bạc        | Kliment Kolesnikov | Bơi lội         | 27 tháng 7 |
| Bạc        | Vitalina Batsarashkina Artem Chernousov | Bắn súng        | 27 tháng 7 |
| Bạc        | Mikhail Dovgalyuk Ivan Girev Aleksandr Krasnykh[a] Martin Malyutin Evgeny Rylov Mikhail Vekovishchev[a] | Bơi lội         | 28 tháng 7 |
| Bạc        | Evgeniia Frolkina Olga Frolkina Yulia Kozik Anastasia Logunova | Bóng rổ         | 28 tháng 7 |
| Bạc        | Ilia Karpenkov Kirill Pisklov Stanislav Sharov Alexander Zuev | Bóng rổ         | 28 tháng 7 |
| Bạc        | Vasilisa Stepanova Elena Oriabinskaia | Chèo thuyền     | 29 tháng 7 |
| Bạc        | Hanna Prakatsen | Chèo thuyền     | 30 tháng 7 |
| Bạc        | Elena Osipova | Bắn cung        | 30 tháng 7 |
| Bạc        | Sergey Bida Nikita Glazkov Sergey Khodos Pavel Sukhov | Đấu kiếm        | 30 tháng 7 |
| Bạc        | Yulia Zykova | Bắn súng        | 31 tháng 7 |
| Bạc        | Karen Khachanov | Quấn vợt        | 1 tháng 8  |
| Bạc        | Anastasia Iliankova | Thể dục dụng cụ | 1 tháng 8  |
| Bạc        | Anton Borodachev Kirill Borodachev Vladislav Mylnikov Timur Safin | Đấu kiếm        | 1 tháng 8  |
| Bạc        | Aslan Karatsev Elena Vesnina | Quần vợt        | 1 tháng 8  |
| Bạc        | Sergey Kamenskiy | Bắn súng        | 2 tháng 8  |
| Bạc        | Denis Ablyazin | Thể dục dụng cụ | 2 tháng 8  |
| Bạc        | Anzhelika Sidorova | Điền kinh       | 5 tháng 8  |
| Bạc        | Muslim Gadzhimagomedov | Quyền Anh       | 6 tháng 8  |
| Bạc        | Viacheslav Krasilnikov Oleg Stoyanovskiy | Bóng chuyền     | 7 tháng 8  |
| Bạc        | Dina Averina | Thể dục dụng cụ | 7 tháng 8  |
| Bạc        | Đội tuyển bóng chuyền nam quốc gia Nga - Denis Bogdan - Valentin Golubev - Ivan Iakovlev - Egor Kliuka - Igor Kobzar - Ilyas Kurkaev - Maksim Mikhaylov - Pavel Pankov - Yaroslav Podlesnykh - Viktor Poletaev - Dmitry Volkov - Artem Volvich                                                                                     | Bóng chuyền     | 7 tháng 8  |
| Bạc        | Anastasia Bliznyuk Anastasia Maksimova Angelina Shkatova Anastasia Tatareva Alisa Tishchenko | Thể dục dụng cụ | 8 tháng 8  |
| Bạc        | Đội tuyển bóng ném nữ quốc gia Nga - Vladlena Bobrovnikova - Daria Dmitrieva - Olga Fomina - Polina Gorshkova - Ekaterina Ilina - Victoriya Kalinina - Polina Kuznetsova - Kseniya Makeyeva - Yulia Managarova - Elena Mikhaylichenko - Anna Sedoykina - Anna Sen - Antonina Skorobogatchenko - Anna Vyakhireva - Polina Vedekhina | Bóng ném        | 8 tháng 8  |
| Đồng       | Mikhail Artamonov | Taekwondo       | 24 tháng 7 |
| Đồng       | Larisa Korobeynikova | Đấu kiếm        | 25 tháng 7 |
| Đồng       | Aleksandr Bondar Viktor Minibaev | Nhảy cầu        | 26 tháng 7 |
| Đồng       | Yulia Karimova Sergey Kamenskiy | Bắn súng        | 27 tháng 7 |
| Đồng       | Madina Taimazova | Judo            | 28 tháng 7 |
| Đồng       | Nikita Nagornyy | Thể dục dụng cụ | 28 tháng 7 |
| Đồng       | Kliment Kolesnikov | Bơi lội         | 29 tháng 7 |
| Đồng       | Niyaz Ilyasov | Judo            | 29 tháng 7 |
| Đồng       | Angelina Melnikova | Thể dục dụng cụ | 29 tháng 7 |
| Đồng       | Tamerlan Bashaev | Judo            | 30 tháng 7 |
| Đồng       | Yulia Karimova | Bắn súng        | 31 tháng 7 |
| Đồng       | Imam Khataev | Quyền Anh       | 1 tháng 8  |
| Đồng       | Andrey Zamkovoy | Quyền Anh       | 1 tháng 8  |
| Đồng       | Daria Shmeleva Anastasia Voynova | Xe đạp          | 2 tháng 8  |
| Đồng       | Angelina Melnikova | Thể dục dụng cụ | 2 tháng 8  |
| Đồng       | Sergey Emelin | Đấu vật         | 2 tháng 8  |
| Đồng       | Sergey Semenov | Đấu vật         | 2 tháng 8  |
| Đồng       | Nikita Nagornyy | Thể dục dụng cụ | 3 tháng 8  |
| Đồng       | Gleb Bakshi | Quyền Anh       | 5 tháng 8  |
| Đồng       | Artur Naifonov | Đấu vật         | 5 tháng 8  |
| Đồng       | Zemfira Magomedalieva | Quyền Anh       | 6 tháng 8  |
| Đồng       | Gulnaz Khatuntseva Maria Novolodskaya | Xe đạp          | 6 tháng 8  |
| Đồng       | Gadzhimurad Rashidov | Đấu vật         | 7 tháng 8  |

| Bộ môn          | 1  | 2  | 3  | Tổng |
| Bắn cung        | 0  | 2  | 0  | 2    |
| Bơi nghệ thuật  | 2  | 0  | 0  | 2    |
| Điền kinh       | 1  | 1  | 0  | 2    |
| Bóng rổ         | 0  | 2  | 0  | 2    |
| Quyền Anh       | 1  | 1  | 4  | 6    |
| Xe đạp          | 0  | 0  | 2  | 2    |
| Nhảy cầu        | 0  | 0  | 1  | 1    |
| Đấu kiếm        | 3  | 4  | 1  | 8    |
| Thể dục dụng cụ | 2  | 4  | 4  | 10   |
| Bóng ném        | 0  | 1  | 0  | 1    |
| Judo            | 0  | 0  | 3  | 3    |
| Chèo thuyền     | 0  | 2  | 0  | 2    |
| Bắn súng        | 2  | 4  | 2  | 8    |
| Bơi lội         | 2  | 2  | 1  | 5    |
| Taekwondo       | 2  | 1  | 1  | 4    |
| Quần vợt        | 1  | 2  | 0  | 3    |
| Bóng chuyền     | 0  | 2  | 0  | 2    |
| Đấu vật         | 4  | 0  | 4  | 8    |
| Tổng            | 20 | 28 | 23 | 71   |

| Huy chương theo giới tính | Huy chương theo giới tính | Huy chương theo giới tính | Huy chương theo giới tính | Huy chương theo giới tính | Huy chương theo giới tính |
| ------------------------- | ------------------------- | ------------------------- | ------------------------- | ------------------------- | ------------------------- |
| Giới tính                 | 1                         | 2                         | 3                         | Tổng                      | Tỉ lệ                     |
| Nữ                        | 9                         | 15                        | 8                         | 32                        | 45.1%                     |
| Nam                       | 10                        | 11                        | 14                        | 35                        | 49.3%                     |
| Cả hai                    | 1                         | 2                         | 1                         | 4                         | 5.6%                      |
| Tổng                      | 20                        | 28                        | 23                        | 71                        | 100%                      |

a  Các vận động viên bơi dự bị (chỉ tham dự để làm nóng và không thi đấu với các đồng đội).

## Số vận động viên của từng bộ môn
| Môn                       | Nam | Nữ  | Tổng |
| ------------------------- | --- | --- | ---- |
| Bắn cung                  | 1   | 3   | 4    |
| Bơi nghệ thuật            | —   | 8   | 8    |
| Điền kinh                 | 6   | 4   | 10   |
| Cầu lông                  | 3   | 1   | 4    |
| Bóng rổ                   | 4   | 4   | 8    |
| Quyền Anh                 | 7   | 4   | 11   |
| Canoeing                  | 9   | 8   | 17   |
| Đua xe đạp                | 9   | 9   | 18   |
| Nhảy cầu                  | 4   | 3   | 7    |
| Cưỡi ngựa                 | 2   | 3   | 5    |
| Đấu kiếm                  | 12  | 11  | 23   |
| Thể dục dụng cụ           | 8   | 15  | 23   |
| Bóng ném                  | 0   | 14  | 14   |
| Judo                      | 7   | 6   | 13   |
| Karate                    | 0   | 1   | 1    |
| Năm môn phối hợp hiện đại | 1   | 2   | 3    |
| Chèo thuyền               | 3   | 7   | 10   |
| Bóng bầu dục bảy người    | 0   | 12  | 12   |
| Thuyền buồm               | 4   | 2   | 6    |
| Bắn súng                  | 8   | 9   | 17   |
| Leo núi thể thao          | 1   | 2   | 3    |
| Bơi                       | 21  | 15  | 36   |
| Bóng bàn                  | 1   | 2   | 3    |
| Taekwondo                 | 3   | 1   | 4    |
| Quần vợt                  | 4   | 4   | 8    |
| Ba môn phối hợp           | 2   | 2   | 4    |
| Bóng chuyền               | 16  | 14  | 30   |
| Bóng nước                 | 0   | 12  | 12   |
| Cử tạ                     | 1   | 1   | 2    |
| Đấu vật                   | 11  | 6   | 17   |
| Tổng                      | 148 | 185 | 333  |